# لقلق منفرج المنقار الآسيوي
لقلق منفرج المنقار الآسيوي (Anastomus oscitans) هو طائر من الطيور الخواضة التي تنتمي إلى عائلة اللقلق، وهو يتواجد في جنوب شرق أسيا الاستوائية من الهند وسريلانكا إلى جنوب شرق آسيا.

## الوصف
- لقلق منفرج المنقار الآسيوي هو طائر كبير وله أجنحة واسعة وتعتمد على حرارية المنطقة للتنقل. مثل كل اللقالق، يطير مع عنقه الممدودة. وهي صغيرة نسبيا بالنسبة للقلق بطول 68 سم. وهي تولد قرب الأراضي الرطبة الداخلية وتبني عشها بواسطة العصي في الأشجار، وتضع عادة 2-6 من البيض.والبالغين لها ريش أبيض باستثناء الذيل ونهاية الأجنحة فهما سوداوين.أما الساقين فهما ورديين.
- مثلها مثل معظم أقارب لها، هي تسير ببطء وبثبات على الأرض، وتتغذى على الرخويات والضفادع والحشرات الكبيرة.

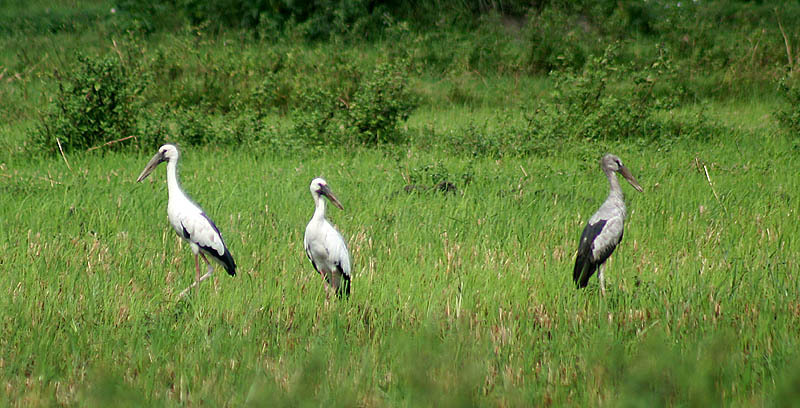
لقل منفرج المنقار الآسيوي بجانب أخر رمادي

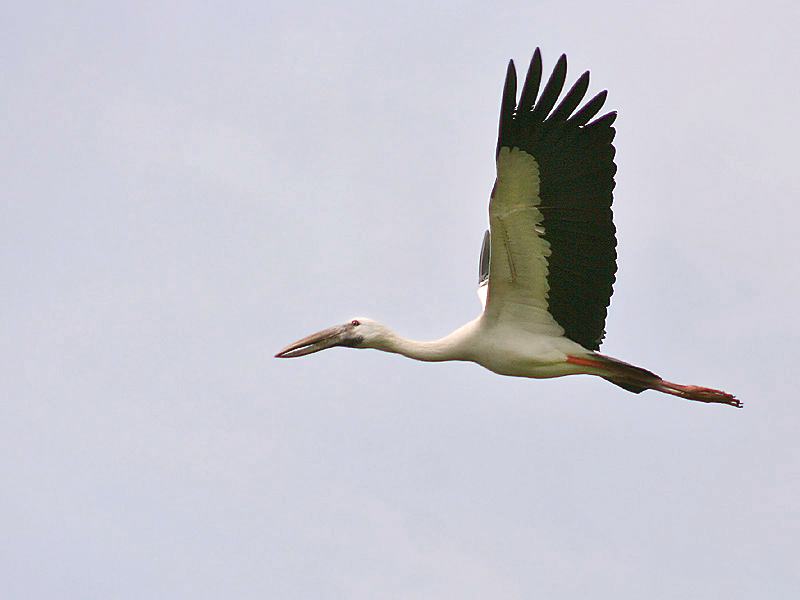
لقلق منفرج المنقار الآسيوي وهو يطير